# Салман Персијанац
Салман Персијанац или Салман ал-Фарси (арап. سلمان الفارسي ), рођен као Рузбех (перс. روزبه ), је био следбеник исламског пророка Мухамеда и први Персијанац који је прешао на ислам. Током неких каснијих сусрета са другим Асхабима, помињан је и као Абу Абдулах ("Абдулахов отац"). Заслужан је за предлог да се ископа ров око Медине када га је напала Мека у битци за ров. Одгајан је као зороастријанац, затим га је привукло хришћанство, а на крају је прешао на ислам након сусрета са Мухамедом у граду Јатриб, који је касније постао Медина. Према неким традицијама, постављен је за гувернера Ал-Мадаина у Ираку. Према народној традицији, Мухамед је Салмана сматрао делом свог домаћинства (Ахл ал-Бајт). Био је познат као следбеник Алије након смрти Мухамеда.

## Рођење, детињство и младост
Салман је рођен у персијској породици у граду Казеруну у провинцији Фарс, или Исфахану у провинцији Исфахан. У једном од хадиса, Салман је испратио свој родослов све до Ромхурмуза. Првих шеснаест година свог живота био је посвећен учењу за зороастријског магуса или свештеника, након чега је постао чувар храма ватре, што је био веома угледан посао. Три године касније 587. упознао је несторијанску хришћанску групу и био импресиониран њима. Против жеље свог оца оставио је породицу да би им се придружио. Породица га је након тога затворила да би га спречила у замисли, али је он успео да побегне.
Путовао је по Блиском Истоку разговарајући о својим идејама са свештеницима, теолозима и учењацима у потрази за истином. Током боравка у Сирији чуо је за Мухамеда, чији је долазак, на самртној постељи, предвидио Салманов последњи хришћански учитељ. Након тога и током путовања по Арапском полуострву, издан је и продат Јеврејину у Медини. Након што је упознао Мухамеда, препознао је знакове које му је монах описао. Прешао је у ислам и осигурао своју слободу уз помоћ Мухамеда. Абу Хураира је Салмана ословљавао са "Абу Ал Китабајн" (оцем две књиге, тј. Библије и Курана ), а за Алију се каже да га је ословљавао као Лукман ал-Хакем (Лукман Мудри - односи се на мудрог човека из Курана познатом по својим мудрим изјавама).

## Каријера
Салман је дошао на идеју да се ископа велики ров око града Медине како би се град одбранио од надолазеће војске 10000 арапских немуслимана. Мухамед и његови следбеници су прихватили Салманов план, јер је био сигурнији и постојала је већа шанса да немуслиманска војска задобије већи број жртава.
Салман је учествовао у освајању Сасанидске Персије и постао први гувернер сасанидске престонице после њеног пада у време другог рашидунског калифа. Према другим изворима, он је нестао из јавног живота након Мухамедове смрти; све до 656. године када је Алија постао калиф и именовао Салмана за гувернера Ал-Мадаина у 88. години живота.

## Дела
Превео је Куран на персијски, постајући тако прва особа која је тумачила и преводила Куран на страни језик.

## Смрт
Када је тачно Салман умро није познато, међутим, вероватно је то било за време владавине Османа ибн Афана или током друге године Алијеве владавине. Један извор каже да је умро 32. године АХ (652. или 653. године не. по Јулијанском календару), док други извор каже да је умро за време Османове ере 35. године АХ (655. или 656. године не.. Други извори наводе да је умро за време Алијеве владавине. Гроб му се налази у џамији Салман Ал-Фарси у Ал-Мадаину, или према другима наводима у Исфахану, Јерусалиму и другде.